# Kedawung Kulon
Kedawung Kulon is een bestuurslaag in het regentschap Pasuruan van de provincie Oost-Java, Indonesië. Kedawung Kulon telt 6062 inwoners (volkstelling 2010).

Dit is één van de weinige plaatsen waar er nog smalspoor-treinen van de suikerfabriek de velden in gaan om suikerriet te halen. 